# Râul Râpa, Vișa
Râul Râpa este un curs de apă, afluent al râului Mighindoala. 

## Hărți
- Harta județului Sibiu